# CMB Monaco
CMB Monaco (precedentemente Compagnie Monégasque de Banque) è una banca nata l'11 marzo 1976 su iniziativa della Banca Commerciale Italiana, ha un capitale sociale di 111 110 000 euro. La sede è in 23, avenue de la Costa. Nel principato ha 2 filiali e una società di studi finanziari.

## Storia
CMB Monaco, private bank del Principato di Monaco, è nata nel 1976 su iniziativa della Banca Commerciale Italiana e di altri partner internazionali. A partire dal 1996 - anche a seguito del rilievo delle filiali monegasche della COMIT - l'Istituto ha puntato, in misura crescente, sulle attività di private banking e gestioni patrimoniali rispetto a quelle di banca commerciale, raggiungendo una posizione di leadership. È interamente controllata da Mediobanca che è entrata nella compagine azionaria nel 1989 e ne ha acquistato il controllo nel 2004 fino a salire al 100% del capitale.
Alla fine degli anni 2010, un rebranding della banca porta alla rinomina e inizia a venire usato l'acronimo epiforico "CMB Monaco". Nell'aprile 2019 cambio al vertice della banca: lascia Werner Peyer (diventa vicepresidente non esecutivo), gli subentra Francesco Grosoli.

## Attività
L'attività di private banking rappresenta il core business del gruppo a cui si affiancano talune attività “accessorie” (ad esempio consulenza fiscale, tax planning, conti correnti operativi con carte di credito e domiciliazioni utenze) che CMB fornisce su richiesta dei clienti. Parallelamente al private banking CMB ha comunque mantenuto un'importante attività creditizia verso clientela privata, gruppi industriali e istituzioni monegasche, anche al fine di consolidare la propria presenza locale.
Il gruppo CMB Monaco offre sia gestioni patrimoniali individuali sia fondi comuni di investimento di diritto monegasco, gestiti dalla sua controllata specializzata, CMG Monaco. In partenariato con Banca Esperia CMG gestisce Monaco Hedge Selection, fondo di fondi hedge denominato in Euro. Nel 2006 ha costituito CMB Monaco Real Estate Limited Fund, un fondo immobiliare chiuso di diritto Jersey, i cui investimenti sono rivolti a immobili residenziali di lussp all'interno del Principato di Monaco.
CMB, con una raccolta diretta e indiretta complessiva superiore a 7,5 miliardi di euro, è leader sul mercato monegasco con una quota dell'11% circa, [in linea con quella del Crédit Foncière (gruppo Crédit Agricole)]. Anche per quanto riguarda i finanziamenti alla clientela, CMB ha una posizione rilevante anche grazie alla collaborazione con il governo monegasco, per conto del quale la Banca è stata capofila nei consorzi di finanziamento di alcune opere infrastrutturali, e con alcune società locali, tra le quali Monaco Telecom. Offre altresì  finanziamenti Lombard e finanziamenti immobiliari a supporto dell'attività di private banking.
Il gruppo CMB include varie società, oltre alla capogruppo: tra cui una società di gestione di fondi comuni (CMG). Il gruppo ha circa 260 dipendenti. La rivista finanziaria Euromoney ha assegnato a CMB il titolo di “Migliore private bank locale a Monaco 2014”.
In 2022 la rivista finanziaria Decision Maker ha assegnato a CMB il titolo di “Best Private Bank for UHNWI in Monaco 2022”.

## Organi sociali

### Consiglio di amministrazione[4]
- Etienne Franzi, Presidente
- Francesco Grosoli, Amministratore delegato
- S.E.M. José Badia, Amministratore
- Massimo Bertolini, Amministratore
- Francesco Carloni, Amministratore
- Mario Germano Giuliani, Amministratore
- Elisabeth Markart, Amministratore
- Caroline Rougaignon Vernin, Amministratore
- Sveva Severi, Ammininistratore
- Marco Vittorelli, Amministratore
- Alexandra Young, Amministratore

### Comitato esecutivo[4]
- Etienne Franzi
- Massimo Bertolini
- Francesco Carloni
- Francesco Grosoli
- Sveva Severi
- Alexandra Young

### Comitato di direzione[4]
- Francesco Grosoli
- Kamran Djavadi
- Olivier Pagès
- Sophie Saurini
- Federico Limiti
- Stephan Sieder
- Jérome Maman
- Gianmarco Bassetti
- Stefano Argenton
- Nathalie Aresi
- Edouard Curé
- Philippe Audra